# Cynegils

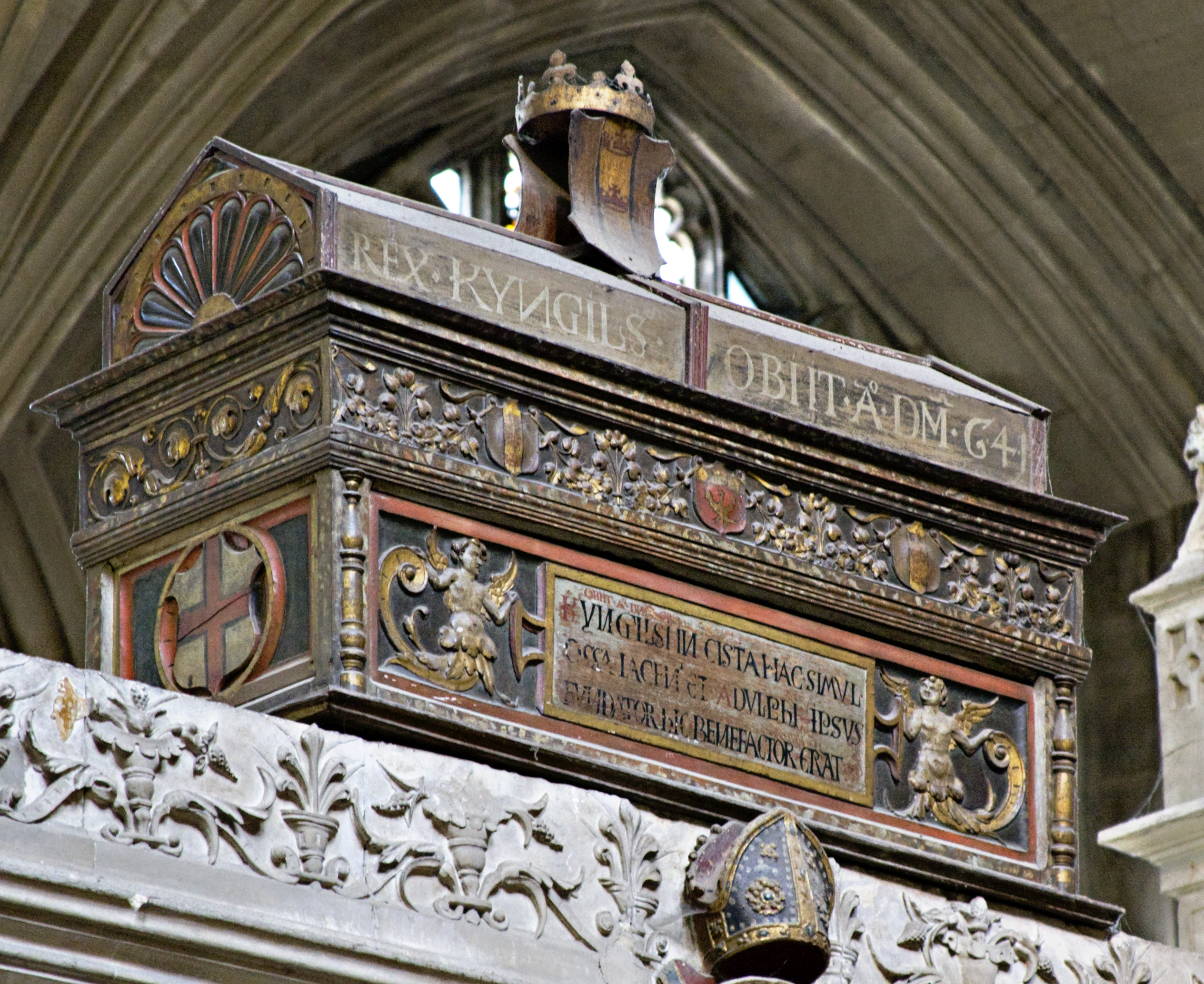
Vermoedelijk graf van koning Cynegils in de kathedraal van Winchester

Cynegils was een koning van Wessex die regeerde van 611 tot 643.

## Leven
Hij was de eerste koning van Wessex die bekeerd werd tot het christendom, in 635 door de monnik Birinus. Dit was de voorwaarde waarop hij zijn dochter kon uithuwelijken aan de machtige koning Oswald van Northumbria, de zesde bretwalda volgens Beda, die ook peetvader was bij zijn doop.
Over zijn regering als koning van Wessex is weinig bekend. Zo overwon hij in 614 een Brits leger bij Beandune, maar de precieze locatie van deze veldslag is niet bekend. In 629 was er een conflict met Penda van Mercia, waarna hij gedwongen was om het gebied van de Hwicce af te staan aan Mercia. Volgens de Historia ecclesiastica gentis Anglorum was hij ook de aanvoerder van een succesvolle invasie in Essex, mogelijk in alliantie met Oswald, in 635.
Het exacte jaar van zijn overlijden is niet bekend, maar zijn regering eindigde in 643, en hij werd opgevolgd door zijn zoon Cenwalh (regering: 642-645, 648-672/673), die niet gedoopt was en zich aanvankelijk was geallieerd met de niet-christelijke koning Penda van Merica maar zich uiteindelijk toch zou bekeren tot het christendom. Er wordt ook beweerd dat de latere koning Centwine (regering: 676-685) een zoon van Cynegils was.